# Antônio de Macedo Costa
Dom Antônio de Macedo Costa, (Maragogipe, 7 de agosto de 1830 — Barbacena, 20 de março de 1891) foi um religioso brasileiro, arcebispo Primaz do Brasil.
Seus pais foram José Joaquim de Macedo Costa e Joaquina de Queirós Macedo.
Ingressou no seminário da Bahia no dia 31 de dezembro de 1848.  Fez os seus estudos eclesiásticos na França, no período de 1852 a 1854 no Seminário de Saint Celestin, em Bourges; e de 1854 a 1857 no Seminário de São Sulpício, em Paris. Ordenou-se presbítero no dia 19 de dezembro de 1857, aos 27 anos, em Paris, pelas mãos do Cardeal Arcebispo de Paris, François Nicholas Madeleine Morlot (1795-1862).
Doutorou-se em Direito Canônico pela Pontifícia Universidade Gregoriana, em Roma, no dia 28 de junho de 1859.

## Bispo do Pará

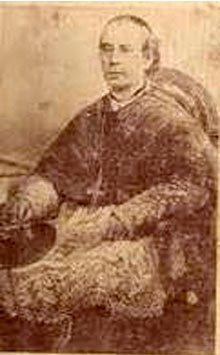
Antonio de Macêdo Costa.

Indicado para o episcopado pelo paraense Dom Romualdo de Seixas, Arcebispo de Salvador, o seu nome é apresentado pelo Imperador do Brasil Dom Pedro II à Santa Sé no dia 23 de março de 1860.
No dia 20 de dezembro de 1860 o Papa Pio IX confirma a nomeação do Padre Dr. Antônio de Macedo Costa como 10º Bispo do Pará.
Dom Macedo Costa foi ordenado bispo no dia 21 de abril de 1861, pelas mãos do Internúncio Apostólico no Brasil, Dom Mariano Falcinelli Antoniacci, OSB, (1806-1874).
Dom Antônio tomou a posse no bispado por procuração no dia 23 de maio de 1861; chegou a Belém no dia 24 de julho. Sua entrada solene na catedral deu-se a 10 de agosto. Fez publicar no mesmo dia de sua entrada sua primeira Carta Pastoral, com data de 1º de agosto.

### Questão Religiosa
Durante seu governo episcopal ocorreu a chamada “Questão religiosa”. No dia 28 de abril de 1874 foi preso, injustamente, devido a suas críticas e oposições à maçonaria, sendo condenado a quatro anos de prisão com trabalhos forçados por crime de sedição. Com ele estava Dom Vital Maria Gonçalves de Oliveira, bispo de Olinda e Recife.

## Arcebispo de Salvador, Bahia
No dia 26 de junho de 1890 Dom Antônio é transferido para a Arquidiocese de São Salvador da Bahia. Faleceu em Barbacena, Minas Gerais, no dia 20 de março de 1891, antes de ocupar o sólio primacial.

## Ordenações episcopais
Dom Macedo Costa foi o principal sagrante de:
- Dom Joaquim Gonçalves de Azevedo

Foi co-celebrante da sagração episcopal de:
- Dom Manuel dos Santos Pereira
- Dom Jerônimo Tomé da Silva
- Dom Joaquim Cardeal Arcoverde de Albuquerque Cavalcanti

## Sucessão
Dom Antônio de Macedo Costa é o
10 º bispo de Belém do Pará, sucedeu a
Dom José Afonso de Moraes Torres, CM, e teve como sucessor
Dom Jerônimo Tomé da Silva.
Na Bahia, Dom Macedo Costa é o 20º Arcebispo, sucedeu a Dom Luís Antônio dos Santos, e teve como sucessor Dom Jerônimo Tomé da Silva.